# Ewa Juszkiewicz

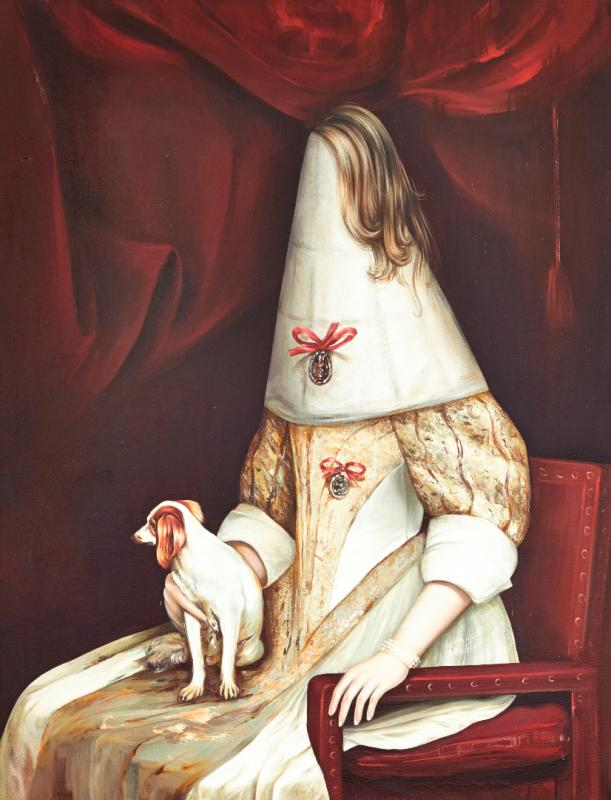
Obraz Ewy Juszkiewicz - Bez tytułu (2013)

Ewa Juszkiewicz (ur. 3 września 1984 w Gdańsku) – polska malarka, autorka kolaży. Mieszka i pracuje w Warszawie. 

## Życiorys
Absolwentka studiów magisterskich na Akademii Sztuk Pięknych w Gdańsku (dyplom w pracowni prof. Macieja Świeszewskiego) oraz absolwentka studiów doktoranckich na Akademii Sztuk Pięknych w Krakowie.
W 2009 r. została laureatką nagrody specjalnej konkursu Artystyczna Podróż Hestii. 
W 2014 r. została uwzględniona w książce 100 Painters of Tomorrow, typującej najbardziej obiecujących młodych malarzy świata. W 2018 r. znalazła się w rankingu Kompas Młodej Sztuki tworzonym przez liczne galerie sztuki współczesnej i redakcję Rzeczpospolitej.
14 października 2021 r. na aukcji Sotheby's Contemporary Art Evening Auction jej obraz Maria (After Johannes Cornelisz Verspronck) (2013 r.) wyceniany na ok. 40 tys. funtów sprzedano za 352 800 funtów. 16 października na aukcji w Christie's jej obraz Grove (2014 r.) wyceniany na ok. 30 tys. funtów został sprzedany za 437 tys. funtów. 17 listopada 2021 r. jej obraz Girl in Blue (2013 r.) wyceniany na 80-120 tys.dolarów został sprzedany za 730 800 dolarów. 10 maja 2022 r. obraz Portrait of a Lady (After Louis Leopold Boilly) wyceniany na 200-300 tys. dolarów został sprzedany na aukcji Christie's w Rockefeller Center w Nowym Jorku za kwotę 1 560 000 dolarów. Dochód ze sprzedaży dzieła wsparł działania statutowe Muzeum POLIN.

## Twórczość
Charakterystyczne dla twórczości Ewy Juszkiewicz są surrealistyczne kobiece portrety inspirowane sztuką dawną, przy czym w miejscu twarzy umieszcza zwoje materiału, bukiety kwiatów, muszle lub inne formy przyrodnicze.

## Nagrody i wyróżnienia
- 2014 - Nagroda Miasta Gdańska dla Młodych Twórców w Dziedzinie Kultury[8]
- 2013 - Grand Prix 41. Biennale Malarstwa Bielska Jesień, Galeria Bielska BWA, Bielsko-Biała[9]
- 2011 - Nagroda magazynu „Format” na III Festiwalu Sztuki Młodych w Szczecinie „Przeciąg”[10]
- 2011 - Wyróżnienie redakcji Art&Businness na 40. Biennale Malarstwa Bielska Jesień[11]
- 2011 - Stypendium dla twórców kultury Marszałka Województwa Pomorskiego
- 2010 - III Nagroda na II Multimedia Szajna Festiwal w kategorii multimedia, Rzeszów
- 2010 - Nominowana do Nagrody Miasta Gdańska dla Młodych Twórców w Dziedzinie Kultury
- 2010 - Finalistka 02. Festiwalu Polskich Filmów Krótkometrażowych Short Waves 2010.  W ramach festiwalu pokazy animacji w 30 polskich miastach oraz w Berlinie, Dublinie i Londynie
- 2010 - Nominowana do nagrody Sztorm Roku 2009 w kategorii sztuki plastyczne, w plebiscycie organizowanym przez Gazetę Wyborczą
- 2009 - Pierwsza nagroda w konkursie TheOneMinutes na jednominutowy film animowany, Nadbałtyckie Centrum Kultury, Gdańsk
- 2009 - Nagroda Specjalna w finale 8 edycji konkursu Artystyczna Podróż Hestii, miesięczne stypendium w Walencji, Hiszpania
- 2009 - Udział w Międzynarodowych Warsztatach Artystycznych Pieńków
- 2008 - Stypendium Marszałka Województwa Pomorskiego

## Ważniejsze wystawy indywidualne
- 2018 - „Hesperydy”, Galeria Inter House Hotel, Kraków

## Wybrane wystawy zbiorowe
- 2016 - 25 Festiwal Polskiego Malarstwa Współczesnego, Zamek Książąt Pomorskich, Szczecin